# Bega z Andenne
Bega z Andenne (również Begue) (ur. ok. 620 w Landen w Belgii, zm. 17 grudnia ok. 691–693 w Andenne) – starsza siostra św. Gertrudy z Nijvel, mniszka, święta Kościoła katolickiego.
Była córką Pepina z Landen, majordoma Austrazji i jego żony św. Idubergi (Itty). Wyszła za mąż za Ansegizela, syna Arnulfa, biskupa Metzu. Mieli troje dzieci Pepina z Herstalu, Martina z Laonu i Klotyldę z Herstalu, prawdopodobnie żonę króla Neustrii Teuderyka III. Mieszkała na zamku w Chèvremont pod Liège. Po śmierci męża Bega włożyła welon. Założyła kilka kościołów oraz zbudowała klasztor w Andenne pod Namur, gdzie spędziła resztę swych dni jako ksieni.
W XI wieku została wprowadzona do Martyrologium, a jej wspomnienie liturgiczne obchodzone jest 17 grudnia.